# Rue Jacquard (Nancy)
Pour les articles homonymes, voir Rue Jacquard.
La rue Jacquard est une voie de la commune française de Nancy, dans le département de Meurthe-et-Moselle, en région Lorraine.

## Situation et accès
La rue Jacquard est sise au sein de la Vieille-ville de Nancy, parallèlement à la rue de la Source et au Cours Léopold. C'est une voie qui appartient administrativement au quartier Ville-Vieille - Léopold.
Elle est étroite et sinueuse, interdite à la circulation sauf aux riverains et aux cyclistes mais limitée à 30 km/h. Son sens est unique pour les automobiles en allant du nord au sud et à double sens pour les cyclistes.

## Origine du nom

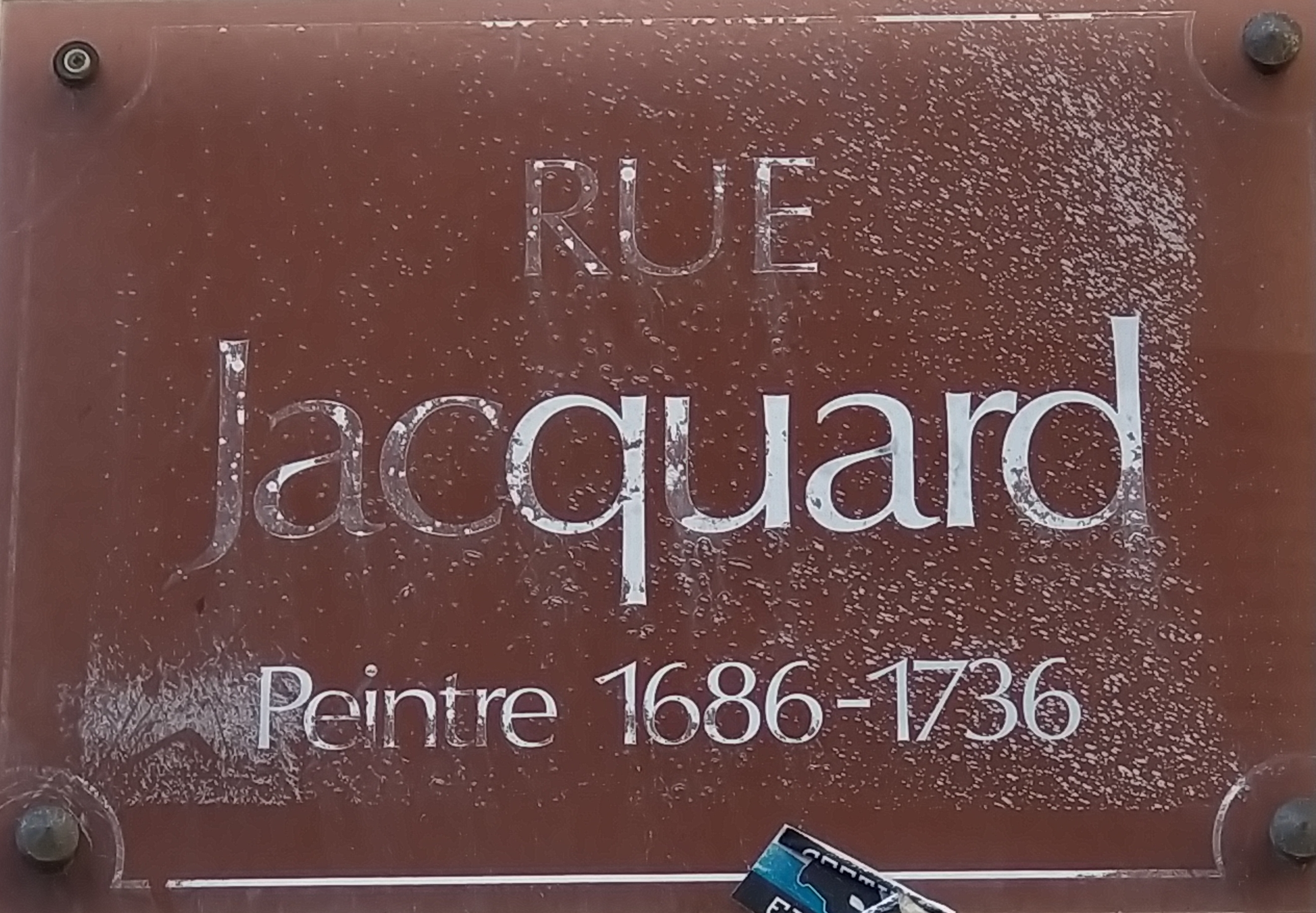
Plaque de rue

Elle porte le nom du peintre nancéien Claude Jacquard (1686-1736) nommé, selon les époques, également Claude Jacquart,,.
Le patronyme de forme internationale est actuellement Claude Jacquart mais la rue conserve sa dénomination d'origine depuis 1867.
Il a peint, entre autres, la grande fresque de la coupole de la cathédrale de Nancy.

## Historique
Elle est créée au XIIIe siècle, à la construction de la deuxième enceinte de la ville. Elle est alors un chemin de ronde longeant les remparts côté intérieur.
Après avoir porté le nom de « rue des Juifs », « rue Derrière » et « rue Reculée » elle devient « rue des Suisses » en 1728 et « rue Derrière » (parce qu'elle était située derrière les remparts de la ville) en 1767 avant de prendre sa dénomination actuelle le 7 février 1867.

## Bâtiments remarquables et lieux de mémoire
La plupart des maisons de cette voie ont leur entrée principale cours Léopold ou rue de la Source.
- no 50 : à l'ange de la rue Saint-Michel, immeuble daté 1534 sur sa porte et restauré par Campopiano en 1994.

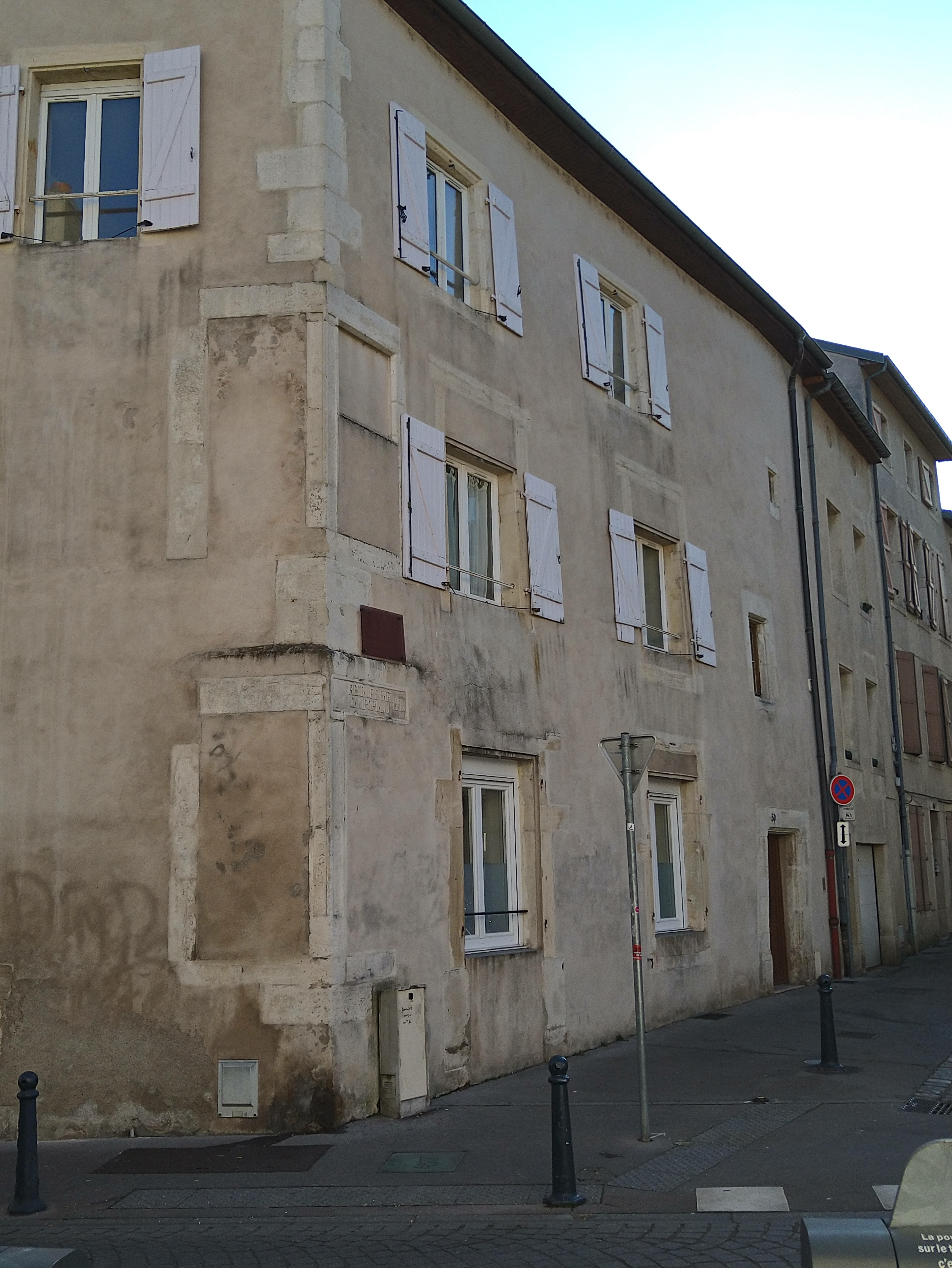
Immeuble au no 50.
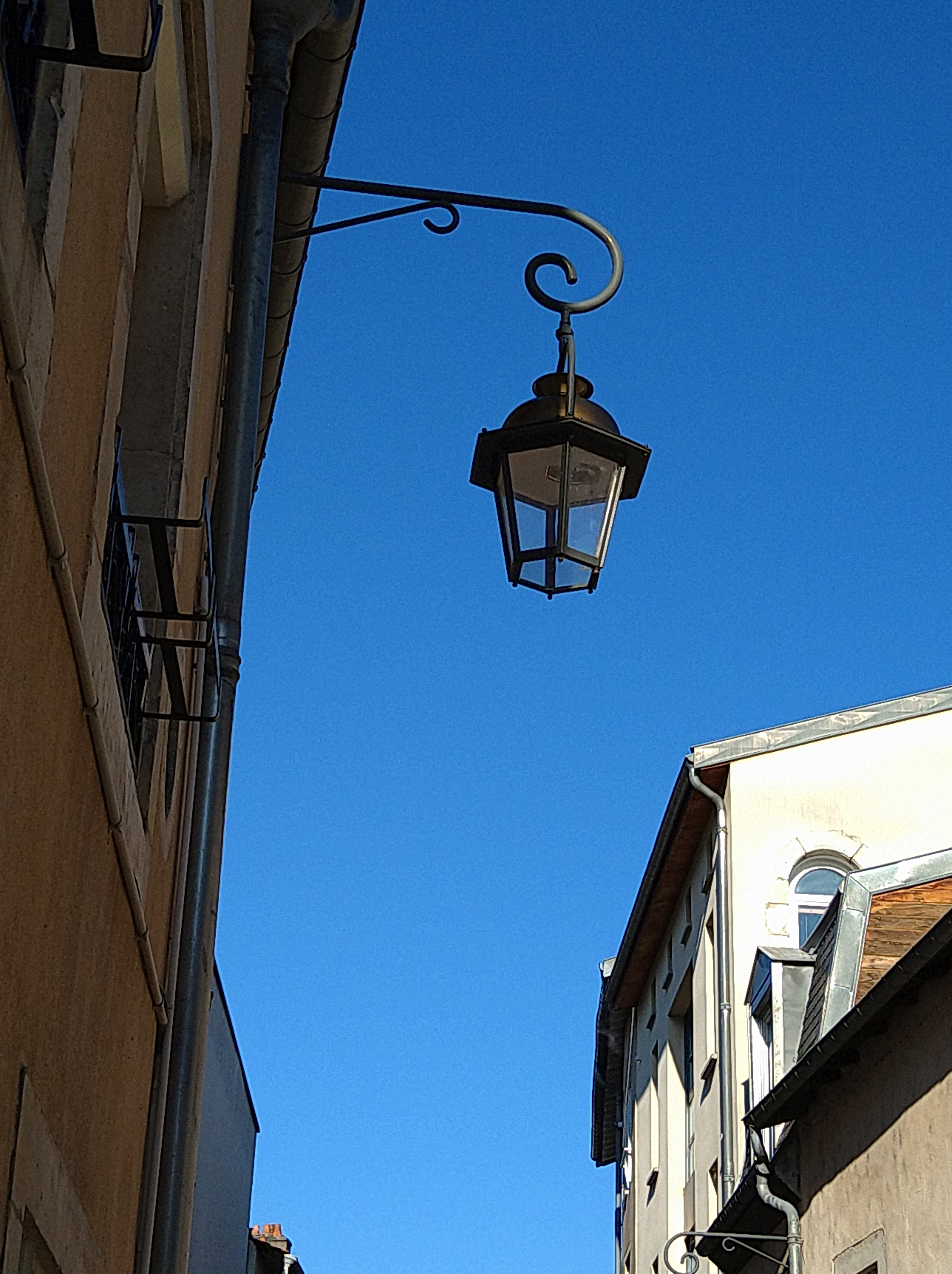
Lanterne rue Jacquard.
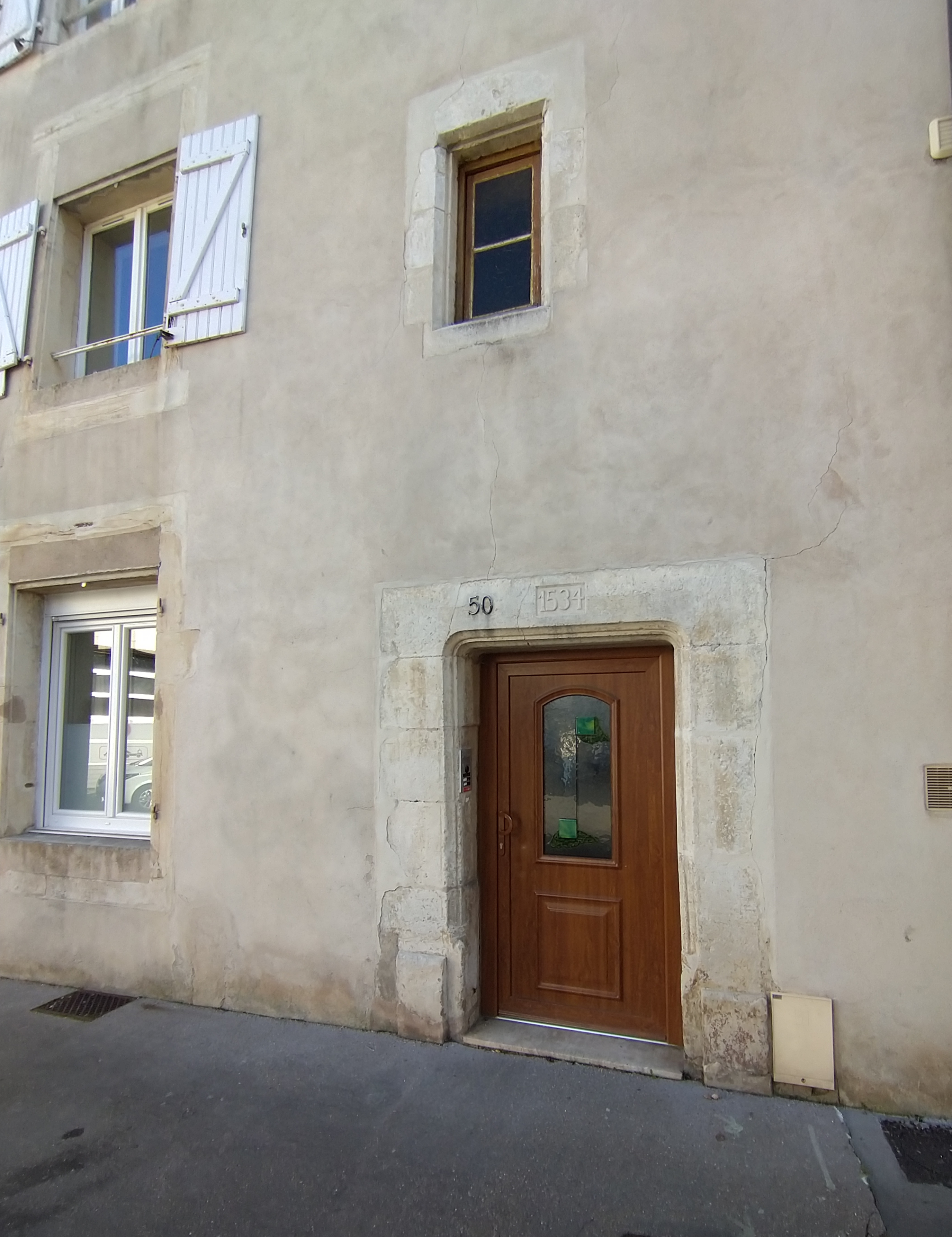
Porte datée.